# Rosport (Luxembourg)
Rosport (luxembourgsk: Rouspert) er en kommune og et byområde i Luxembourg. Kommunen, som har et areal på 29,49 km², ligger i kantonen Echternach i distriktet Grevenmacher. I 2005 havde kommunen 1.876 indbyggere. Kommunen er Luxembourgs østligste.
49°48′20″N 6°30′10″Ø / 49.8056°N 6.5028°Ø